# Moncada (Valencia)
Moncada ist eine Stadt in Spanien, in der Provinz Valencia.
Moncada ist Sitz der Universität CEU Kardinal Herrera (spanisch: Universidad CEU Cardenal Herrera).

## Söhne und Töchter der Stadt
- Ricardo Alós (1931–2024), Fußballspieler
- Miguel Tendillo (* 1961), Fußballspieler
- Vicente Iborra (* 1988), Fußballspieler
- Enith Salón (* 2001), Fußballspielerin